# Hästhuvudnebulosan

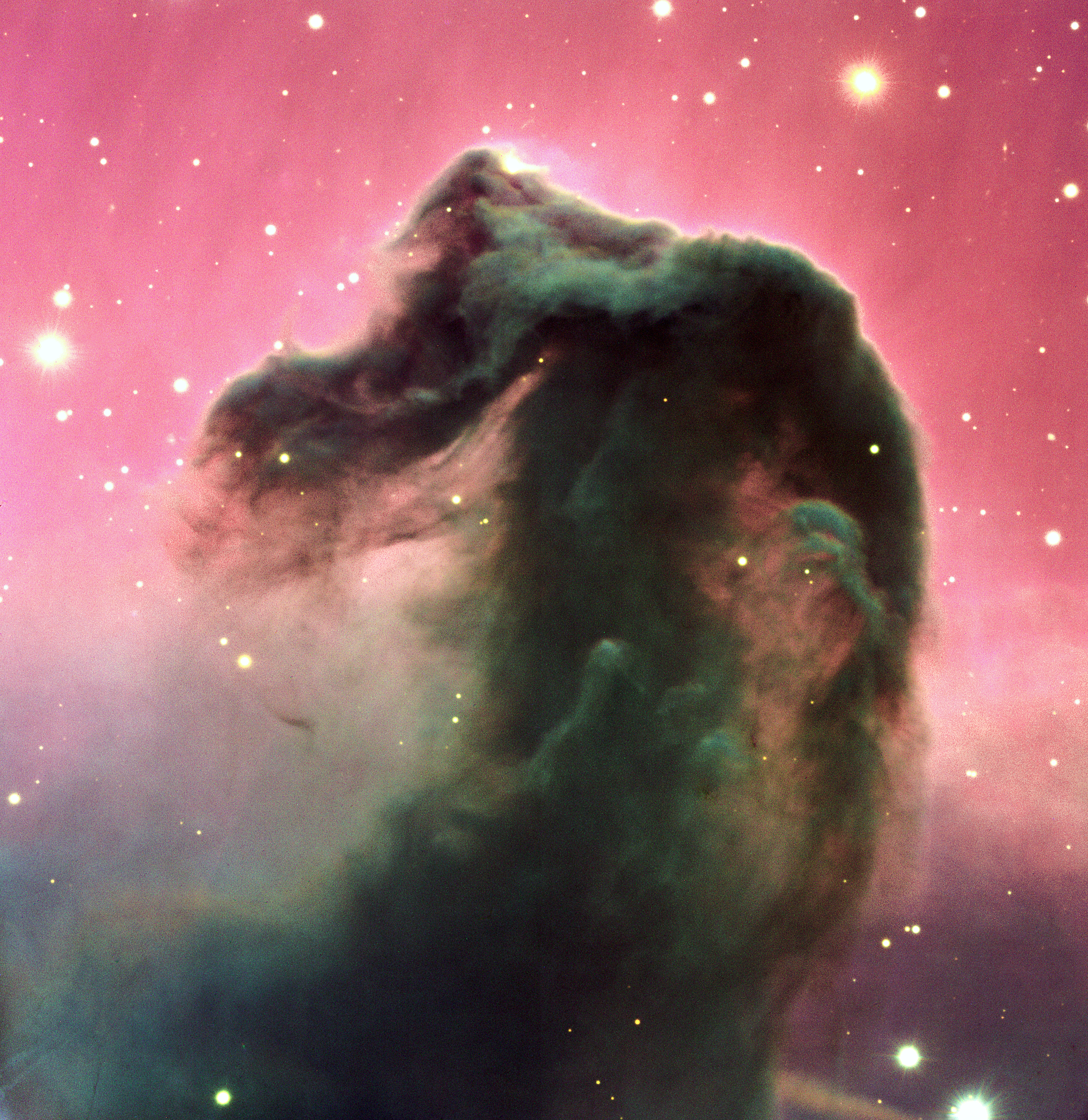
Närbild: Hästhuvudnebulosan fotograferad av ESO.

Hästhuvudnebulosan (även känd som Barnard 33 eller B33) är en liten mörk nebulosa i Orion. Nebulosan är belägen strax söder om Alnitak, den östligaste stjärnan i Orions bälte, och är en del av det mycket större molekylära molnkomplexet Orion. Den syns i den södra regionen av det täta stoftmolnet som kallas Lynds 1630, längs kanten av den mycket större, aktiva stjärnbildande H II-regionen som kallas IC 434.
Hästhuvudnebulosan ligger ungefär 422 parsec eller 1 375 ljusår från solsystemet, baserat på parallaxen för 2MASS J05405172-0226489, ett ungt stjärnobjekt inbäddat i nebulosans "huvud". Den är en av de mest identifierbara nebulosorna på grund av dess likhet med ett hästhuvud.

## Historik
Nebulosan upptäcktes av den skotska astronomen Williamina Fleming år 1888 på en fotografisk plåt tagen vid Harvard College Observatory. En av de första beskrivningarna gjordes av Edward Barnard, som beskrev den som: "Mörk massa, diameter 4 bågminuter, på en nebulös remsa som sträcker sig söderut från Zeta Orionis", och katalogiserade den mörka nebulosan som Barnard 33.

## Struktur
Det mörka molnet av stoft och gas är en region i Orions molekylära molnkomplex där stjärnbildning äger rum. Det ligger i stjärnbilden Orion, som är framträdande på vinterkvällshimlen på norra halvklotet och sommarkvällshimlen på södra halvklotet.

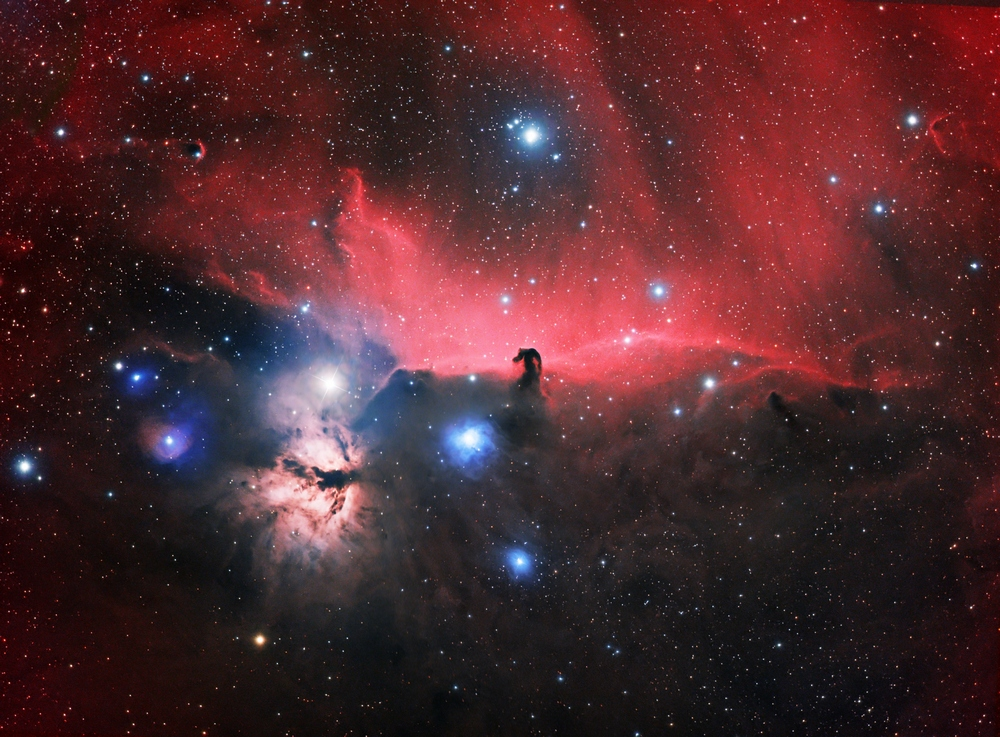
Hästhuvudnebulosan och dess omgivningar. Reflektionsnebulosan NGC 2023 i det nedre vänstra hörnet.

Nebulosans röda sken kommer från vätgas, (Hα) joniserad av ljuset från den närbelägna ljusstarka stjärnan Sigma Orionis. Hästhuvudets mörker består främst av tätt rymdstoft. Magnetfält kanaliserar gaserna och lämnar nebulosan i strömmar, vilka visas som strimmor i förgrunden mot bakgrundsskenet. En glödande remsa av vätgas markerar kanten av det enorma molnet, och densiteterna hos närliggande stjärnor är märkbart olika på båda sidor. 
Höga koncentrationer av stoft i Hästhuvudnebulosans område och den angränsande Orionnebulosan är lokaliserade i interstellära moln, vilket resulterar i alternerande sektioner med nästan fullständig opacitet och transparens. Hästhuvudets mörker orsakas främst av tjockt stoft som blockerar ljuset från stjärnorna bakom det. Den nedre delen av Hästhuvudets hals kastar en skugga åt vänster. Den synliga mörka nebulosan som kommer ut ur det gasformiga komplexet är en aktiv plats för bildandet av "lågmassa"-stjärnor. Ljusa fläckar i Hästhuvudnebulosans bas är unga stjärnor som just håller på att bildas.

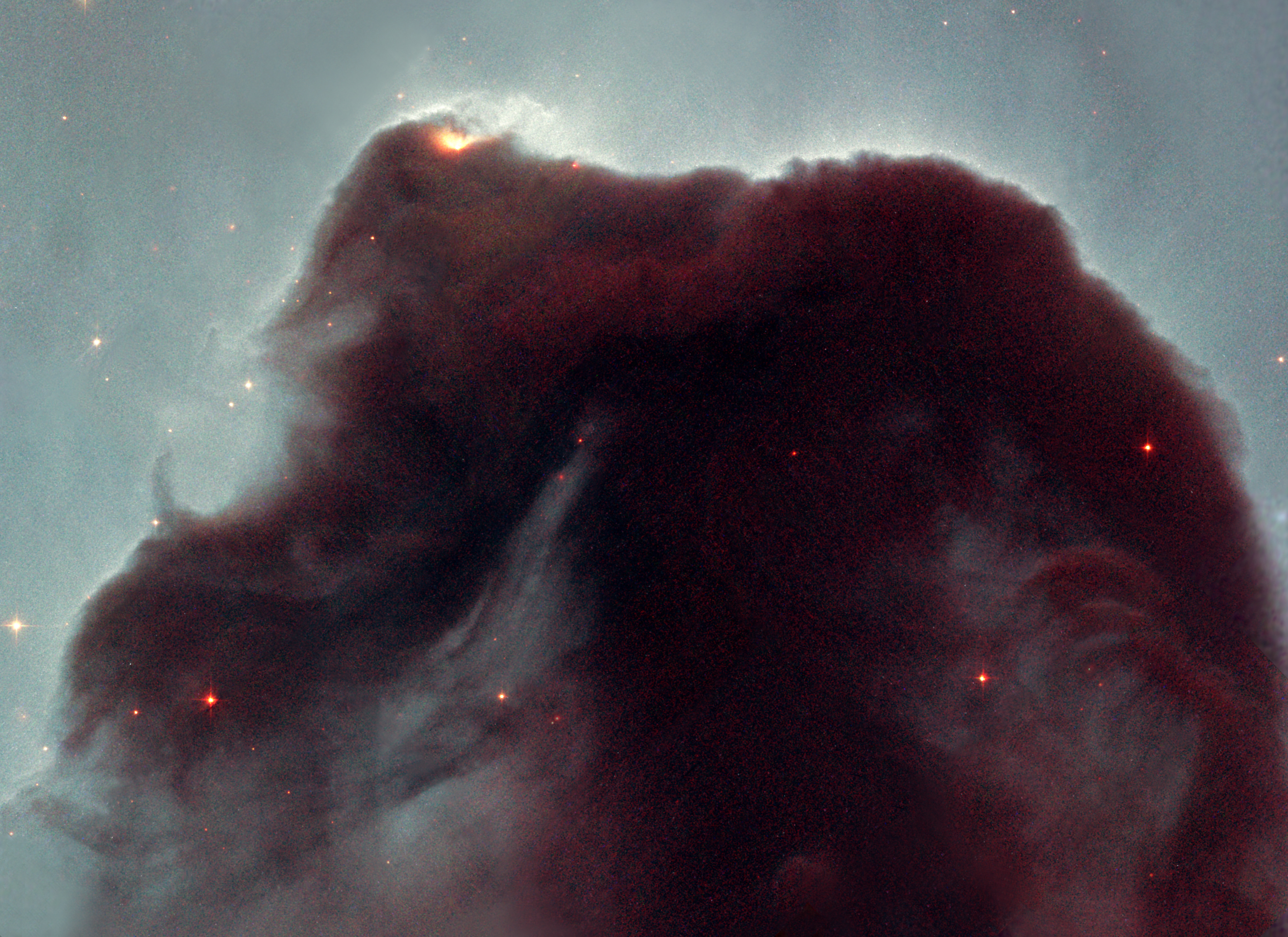
Närbild av Hästhuvudnebulosan, tagen med Hubbleteleskopet år 2001. Bilden togs på allmän begäran för att fira teleskopets 11-årsjubileum.

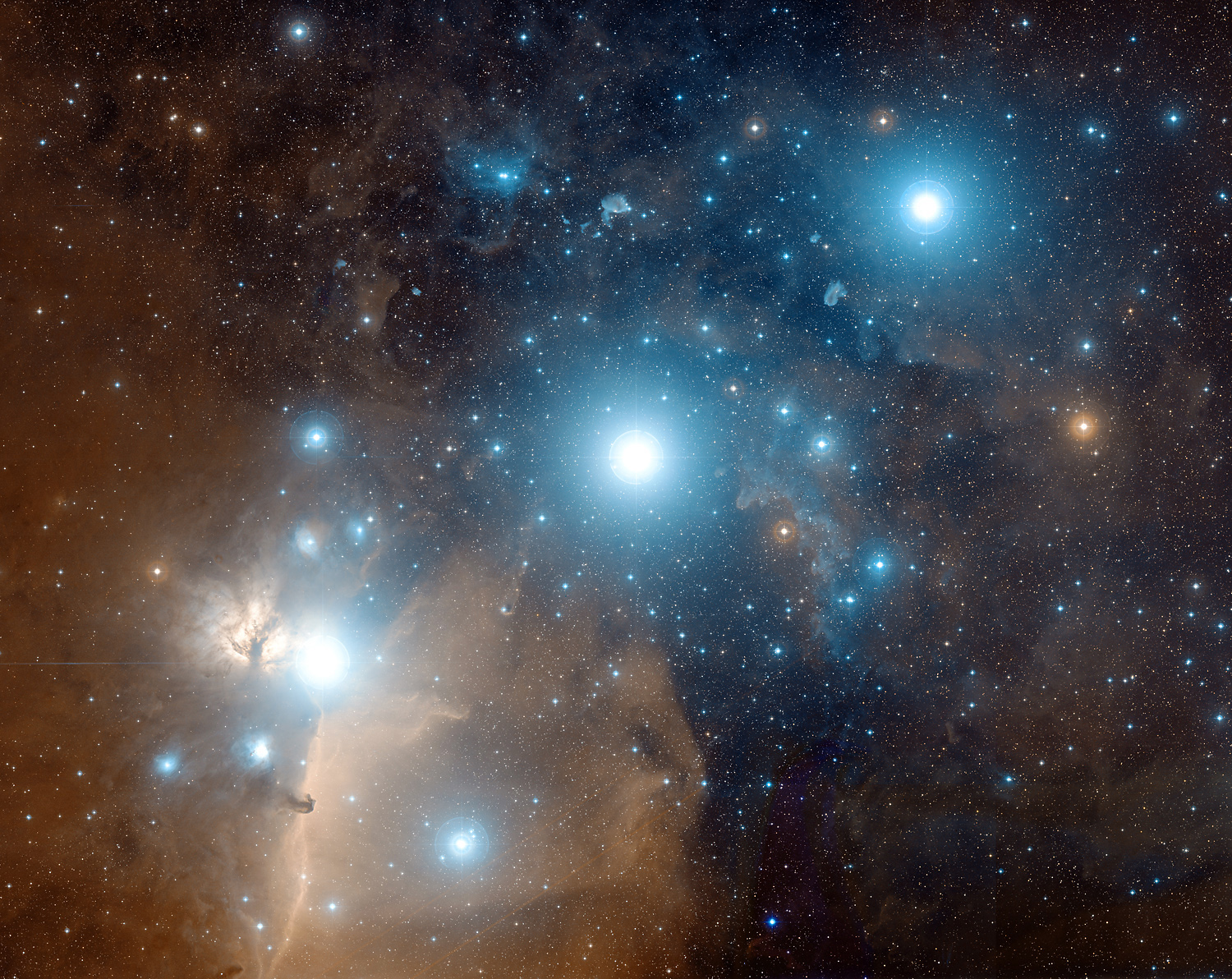
De tre ljusa stjärnorna i Orions bälte med Hästhuvudnebulosan längst ner till vänster om bältesstjärnan Alnitak